# فكتور هولتز
فكتور هولتز (بالألمانية: Viktor Holtz)‏ هو مدرس ألماني، ولد في 3 مايو 1846 في شتولبرغ في ألمانيا، وتوفي في 3 سبتمبر 1919 في بوزنان في بولندا.